# Епархия Лашо
Епархия Лашо (лат. Dioecesis Lashioensis) — епархия Римско-Католической церкви с центром в городе Лашо, Мьянма. Епархия Лашо входит в митрополию Мандалая. Кафедральным собором епархии Лашо является церковь Святейшего Сердца Иисуса Христа.

## История
20 ноября 1975 года Римский папа Павел VI издал буллу Catholicae fidei, которой учредил апостольскую префектуру Лашо, выделив её из епархии Чёнгтуна.
7 июля 1990 года Римский папа Иоанн Павел II выпустил буллу Missionariorum ob sollertem, которой преобразовал апостольскую префектуру Лашо в епархию.

## Ординарии епархии
- епископ John Jocelyn Madden (20.11.1975 — 1985);
- епископ Чарльз Маунг Бо (7.07.1990 — 13.03.1996) — назначен епископом епархии Пантейна;
- епископ Philip Lasap Za Hawng (3.04.1998 — по настоящее время).

## Источник
- Annuario Pontificio, Ватикан, 2007
- Булла Catholicae fidei, AAS 68 (1976), стр. 161  (лат.)
- Булла Missionariorum ob sollertem, AAS 82 (1990), стр. 1511  (лат.)